# Monte Fogliano
Monte Fogliano è la cima più alta all'interno della Riserva naturale regionale lago di Vico con i suoi 964,5 metri sul livello del mare. Sulla sua vetta si uniscono i territori comunali di Caprarola, Ronciglione e Vetralla.
Solo la parte di Ronciglione e Caprarola è all'interno della Riserva; Dal 1995 la porzione di Vetralla è parte del "Sito di Importanza Comunitaria" Monte Fogliano e Monte Venere IT6010023 e dal 1999 zona di protezione speciale, ma vi è consentita la caccia. Il monte è interamente coperto di boschi di alto fusto, in particolare di faggio e cerro.

## Luoghi d'interesse

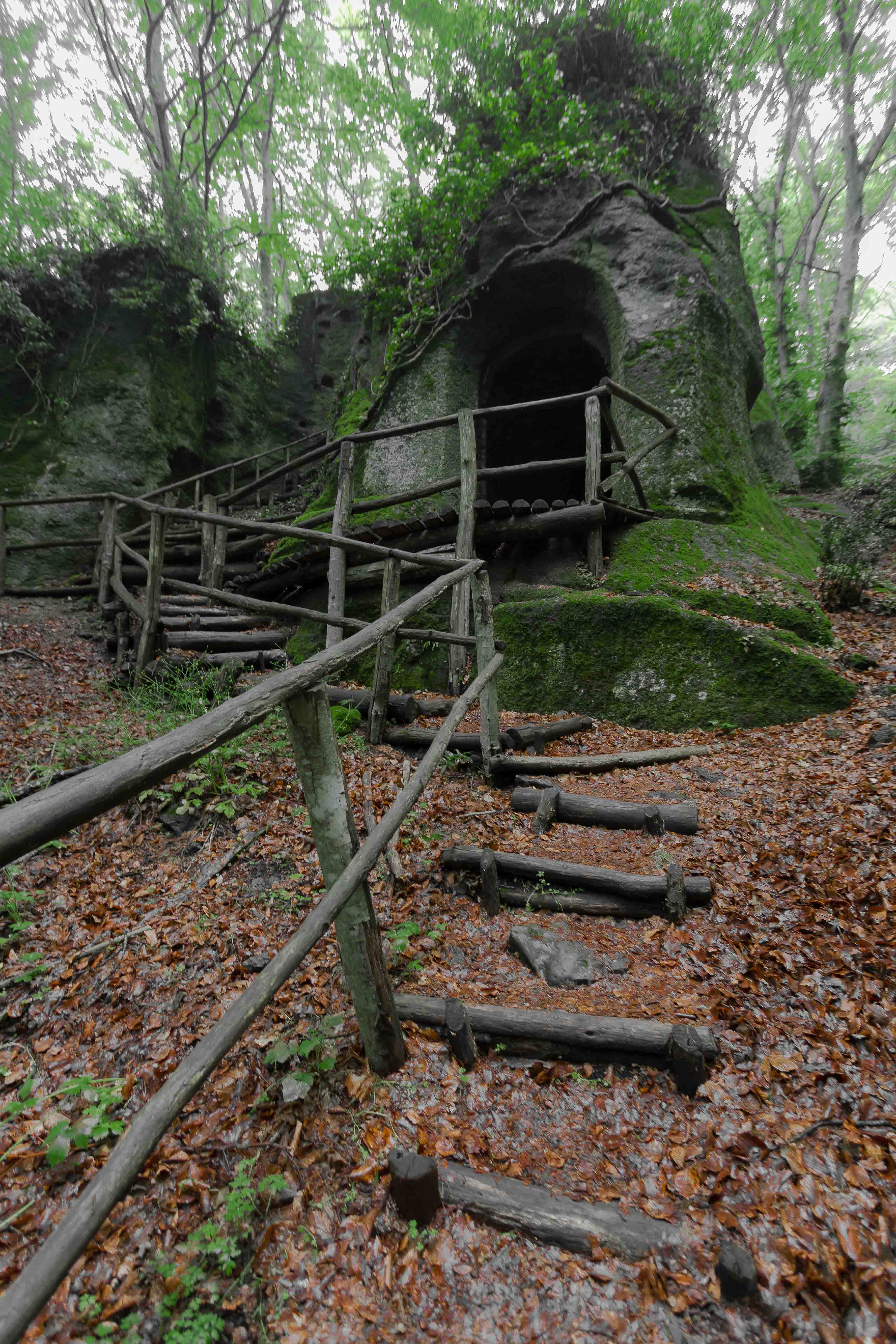
L'Eremo di San Girolamo.

Nel territorio del comune di Vetralla si trova l'Eremo di San Girolamo: una roccia vulcanica all'interno della faggeta del Monte Fogliano che, una volta scavata, è diventata il romitorio di Fra Girolamo Gabrielli, figlio di nobili senesi che, deciso a dedicare tutta la sua vita alla preghiera e alla meditazione, nel 1525 decise di lasciare la Toscana e giunse sul Fogliano. La residenza di Fra Girolamo Gabrielli nella faggeta del monte viterbese tuttavia fu piuttosto breve perché tornerà a Siena pochi anni più tardi in seguito ad un'aggressione da parte di alcuni malviventi passati dalle parti dell'eremo.
Sempre nel territorio del comune di Vetralla è possibile andare a visitare il convento dei Padri Passionisti di Sant'Angelo, una struttura immersa in un folto bosco di cerri e faggi, che ospita anche piccoli gruppi per i ritiri religiosi.
Il primo nucleo del convento risale al VII secolo, quando i Longobardi fondarono l'Oratorio di San Michele, e successivamente divenne Monastero Benedettino sotto la dipendenza dell'Abbazia di Farfa. Tra il XIV e il XV secolo il monastero passò ai Francescani dal Terz'Ordine e. dal 1470 al 1744 fu convertito in un romitorio. Nel 1744 San Paolo della Croce istituì il secondo Convento della Congregazione Passionista proprio in questa struttura, immersa nel bosco, fondata undici secoli prima dai Longobardi, e ci visse per 25 anni. Il convento riuscì a sopravvivere sia alle soppressioni napoleoniche che a quelle del neonato stato italiano durante il XIX secolo ed è giunto ai giorni nostri mantenendo intatta la struttura data da San Paolo della Croce.
Il convento è composto da una chiesa settecentesca, dal romitorio, dove si possono visitare le celle di San Paolo della Croce e del fratello Giambattista, e da una biblioteca.